# Three Rivers, Texas
Three Rivers là một thành phố thuộc quận Live Oak, tiểu bang Texas, Hoa Kỳ. Năm 2010, dân số của xã này là 1848 người.

## Dân số
- Dân số năm 2000: 1878 người.
- Dân số năm 2010: 1848 người.